# Crespellet

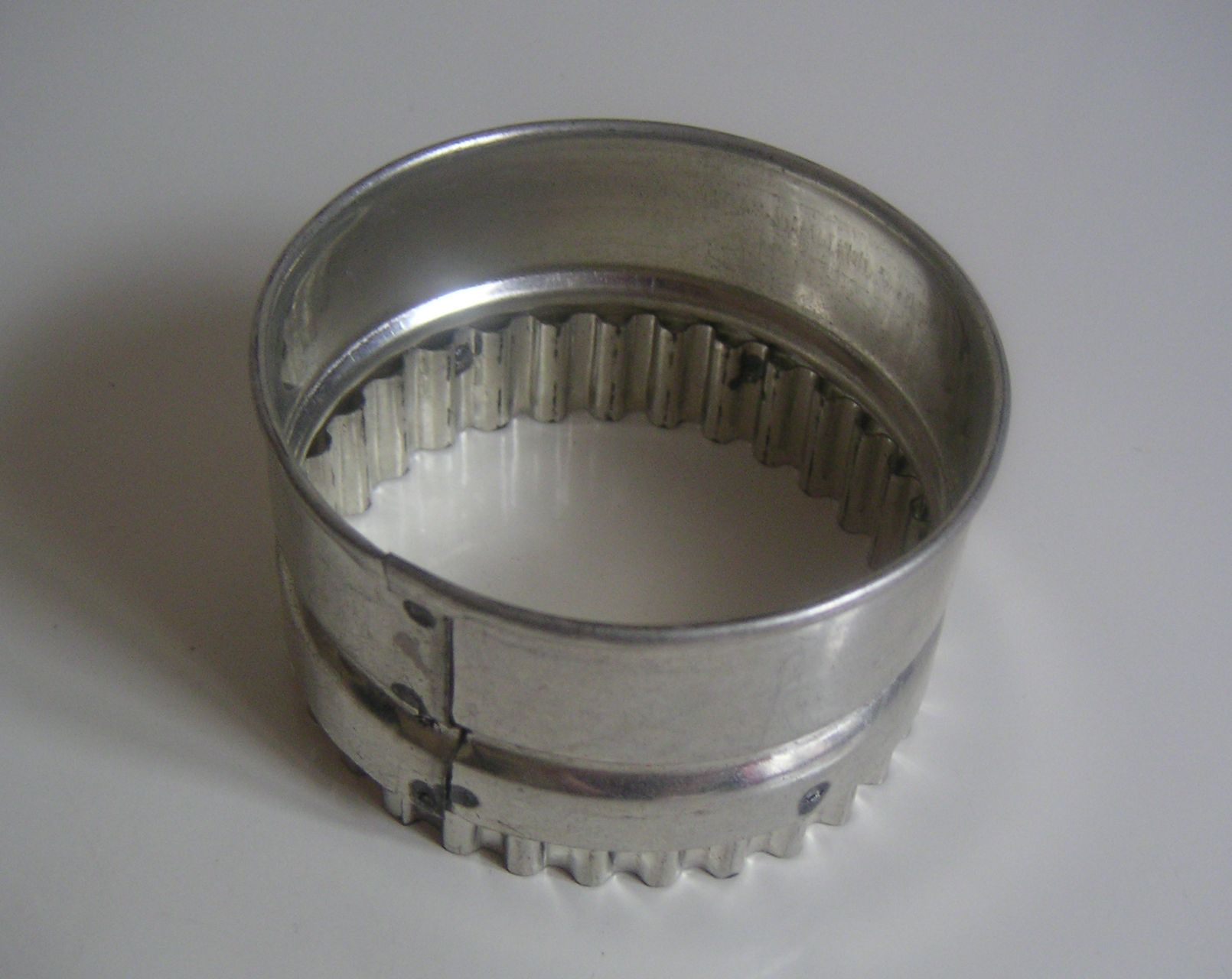
Motlle talla-pastes per a crespellets

Els crespellets o crespellines a Menorca són unes galetes de pasta seca tradicionals. Són dures i consistents, amb les vores dentades, i es conserven durant molt de temps.
A Menorca els crespellets són pastes diferents dels crespells, mentre que a Mallorca els dos mots són sinònims i corresponen als crespellets menorquins.

## Elaboració
Feu un volcà amb un quilo de farina. Al mig tireu un ou, 450 g (una lliura) de sucre, 100 g (o un quart de lliura) de saïm, una mica de canyella en pols, una mica de suc de llimona i un sobre de llevat o, tradicionalment, una cullerada d'hidrogencarbonat de sodi. Amasseu. Afegiu a poc a poc uns 200 ml (una mitja lliura, aproximadament) de llet, els que absorbeixi la massa. Estireu-la ben fina, en una capa d'uns tres mil·límetres de gruix, i talleu amb un motlle (circular, amb les vores dentades i d'uns deu centímetres de diàmetre) les galetes. Poseu-les en una plata greixada, o també es poden posar sobre paper sulfuritzat. Coeu al forn a uns 180 °C durant uns deu minuts.

## Variants
Tot i que les tradicionals estan aromatitzades amb canyella i llimona, actualment se'n poden trobar també amb vainilla. Es poden aromatitzar de dues maneres, o bé fent una infusió amb la llet, o bé afegint canyella en pols i pela ratllada de llimona directament a la massa.
A Mallorca, els crespells o crespellines no tenen saïm.